# Peeranat Suemark
Peeranat Suemark (thailändisch พีรณัฐ ซื่อมาก, * 25. Juni 1997) ist ein thailändischer Fußballspieler.

## Karriere
Peeranat Suemark erlernte das Fußballspielen in der Schulmannschaft des Bangkok Christian College in der thailändischen Hauptstadt Bangkok. Seinen ersten Vertrag unterschrieb er im Januar 2016 beim Chamchuri United FC. Der Verein aus Bangkok spielte in der damaligen dritten Liga, der Regional League Division 2. Ende 2016 feierte er mit dem Verein die Meisterschaft der Region Bangkok. Nach der Ligareform spielte er mit dem Hauptstadtverein in der Lower Region der dritten Liga. Im August 2021 wechselte er zum Drittligisten Trang FC. Mit dem Verein aus Trang trat er in der Southern Region der dritten Liga an. Mitte Dezember 2021 wechselte er in die zweite Liga, wo er einen Vertrag beim Sukhothai FC unterschrieb. Sein Zweitligadebüt für den Verein aus Sukhothai gab Peeranat Suemark am 4. Februar 2022 (22. Spieltag) im Auswärtsspiel gegen den Chiangmai FC. Hier wurde er in der 46. Minute für Piyarat Lajungreed eingewechselt. Sukhothai gewann das Spiel 2:1. Am Ende der Saison 2021/22 feierte er mit dem Verein die Vizemeisterschaft und den Aufstieg in die erste Liga. Nach insgesamt fünf Ligaspielen für Sukhothai wurde sein Vertrag im Sommer 2023 nicht verlängert.

## Erfolge
Chamchuri United FC
- Regional League Division 2 – Bangkok: 2016

Sukhothai FC
- Thailändischer Zweitligavizemeister: 2021/22  ▲